# 内蒂申
内蒂申（羅馬化：Netishyn），或译为內季申，是乌克兰赫梅利尼茨基州舍佩蒂夫卡區内蒂申市镇内的城市及该市镇的行政中心，2020年7月18日前为该州的州辖市。該市位於戈倫河畔，面积24.67平方公里，海拔高度198米，2022年人口数量为36,492人。赫梅利尼茨基核電廠位於該市。

## 当地名人
- 奥莉加·若夫尼尔：乌克兰女子击剑运动员，主攻佩剑。

## 图集

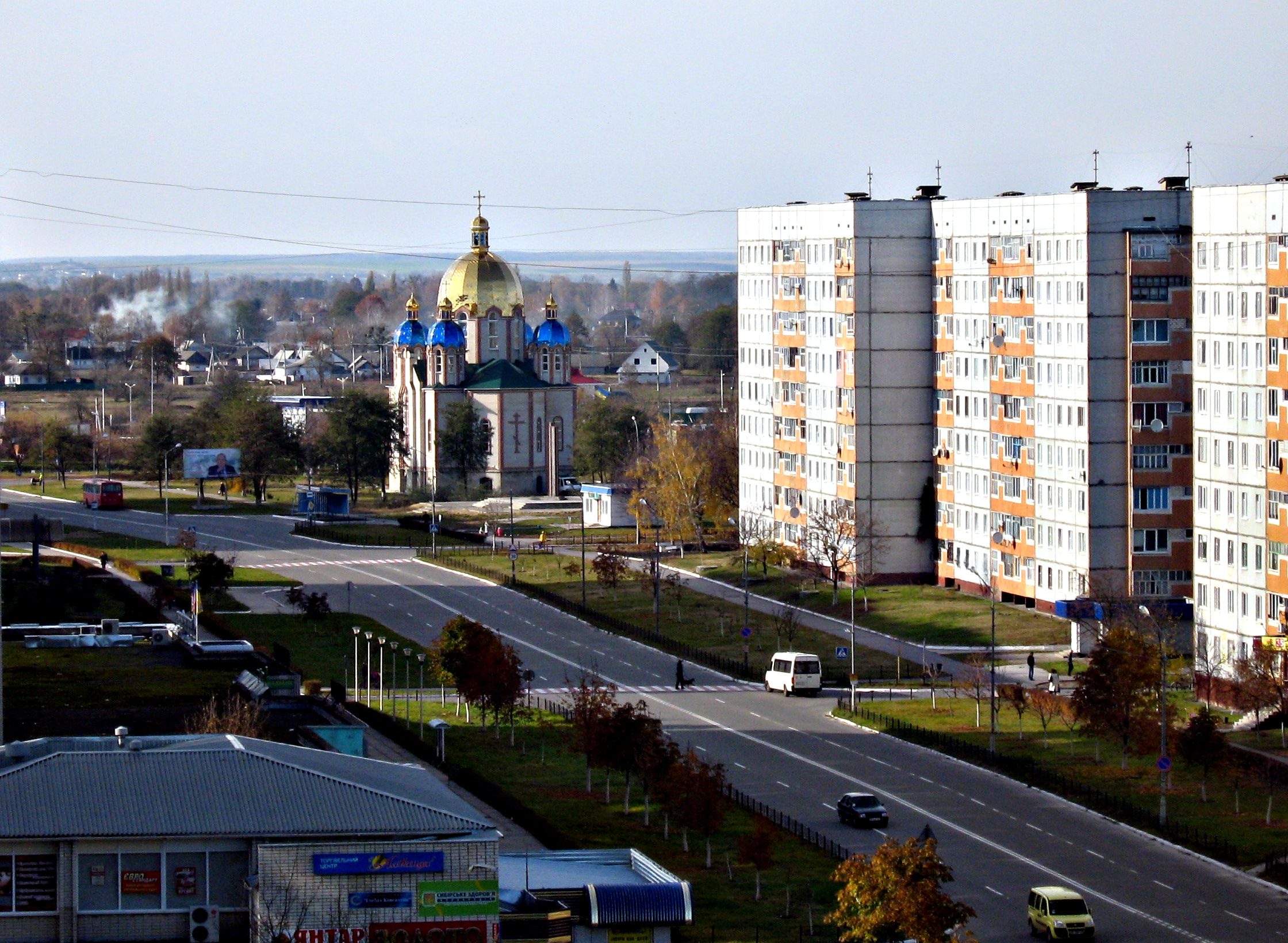
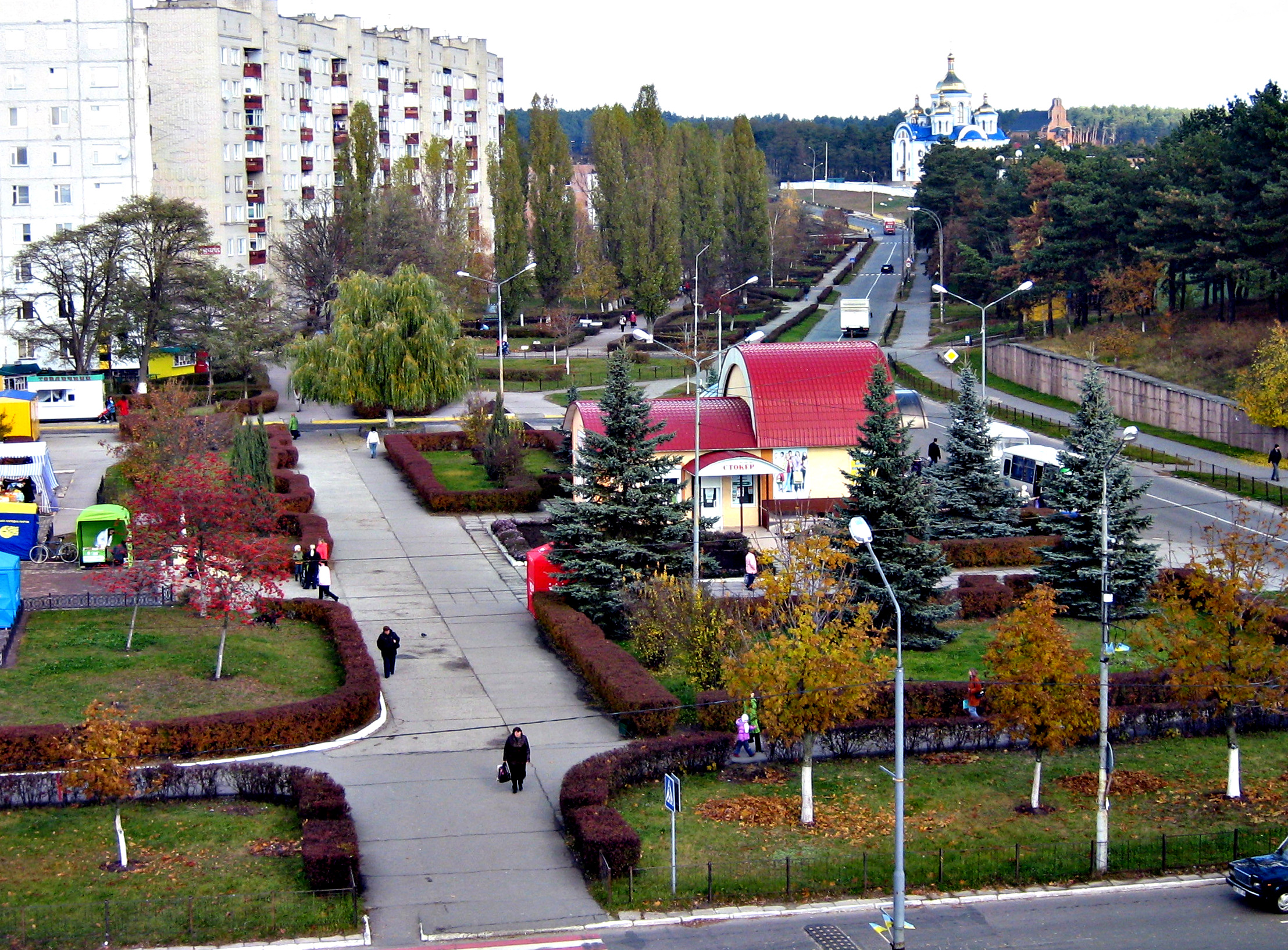
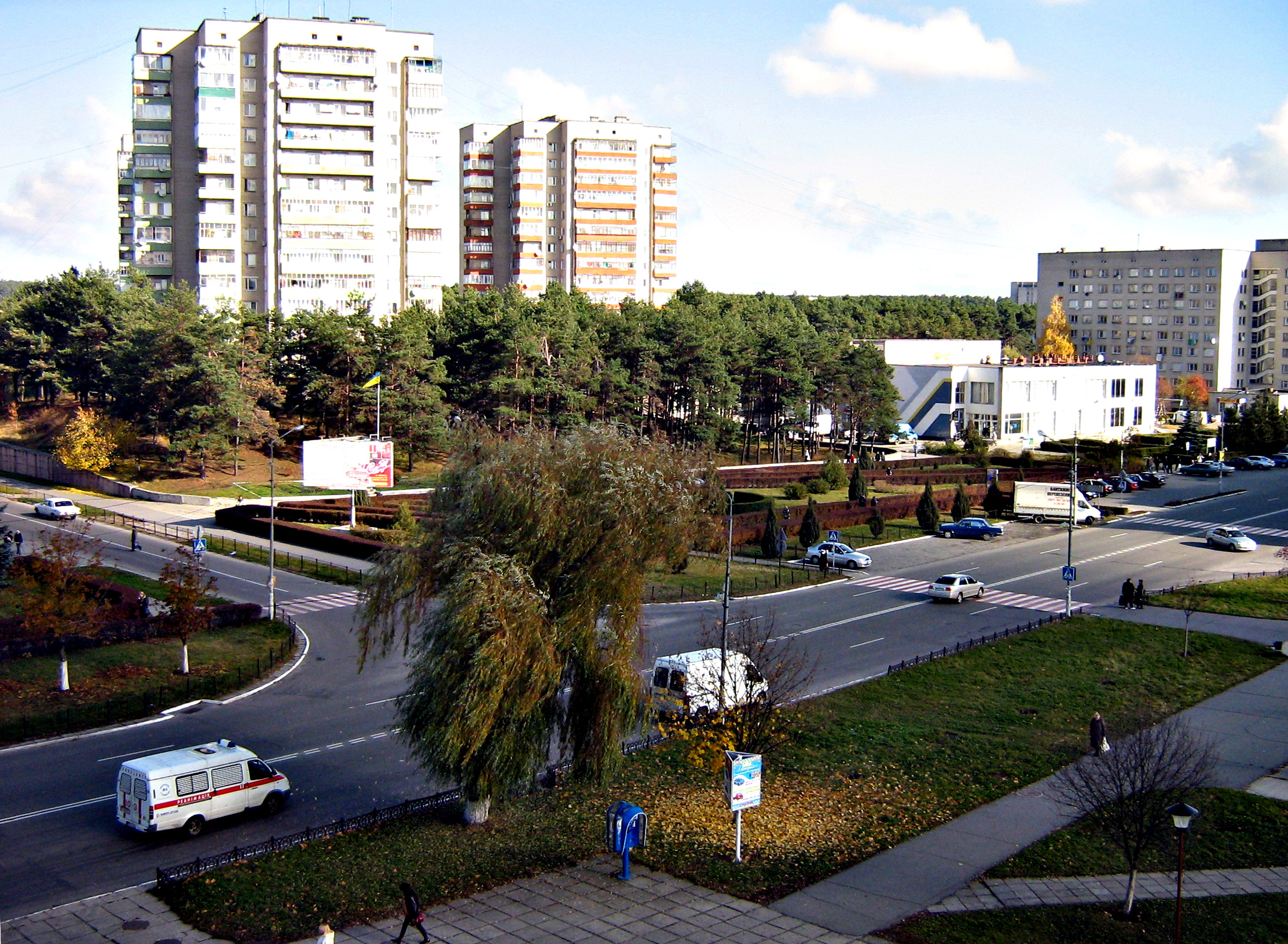
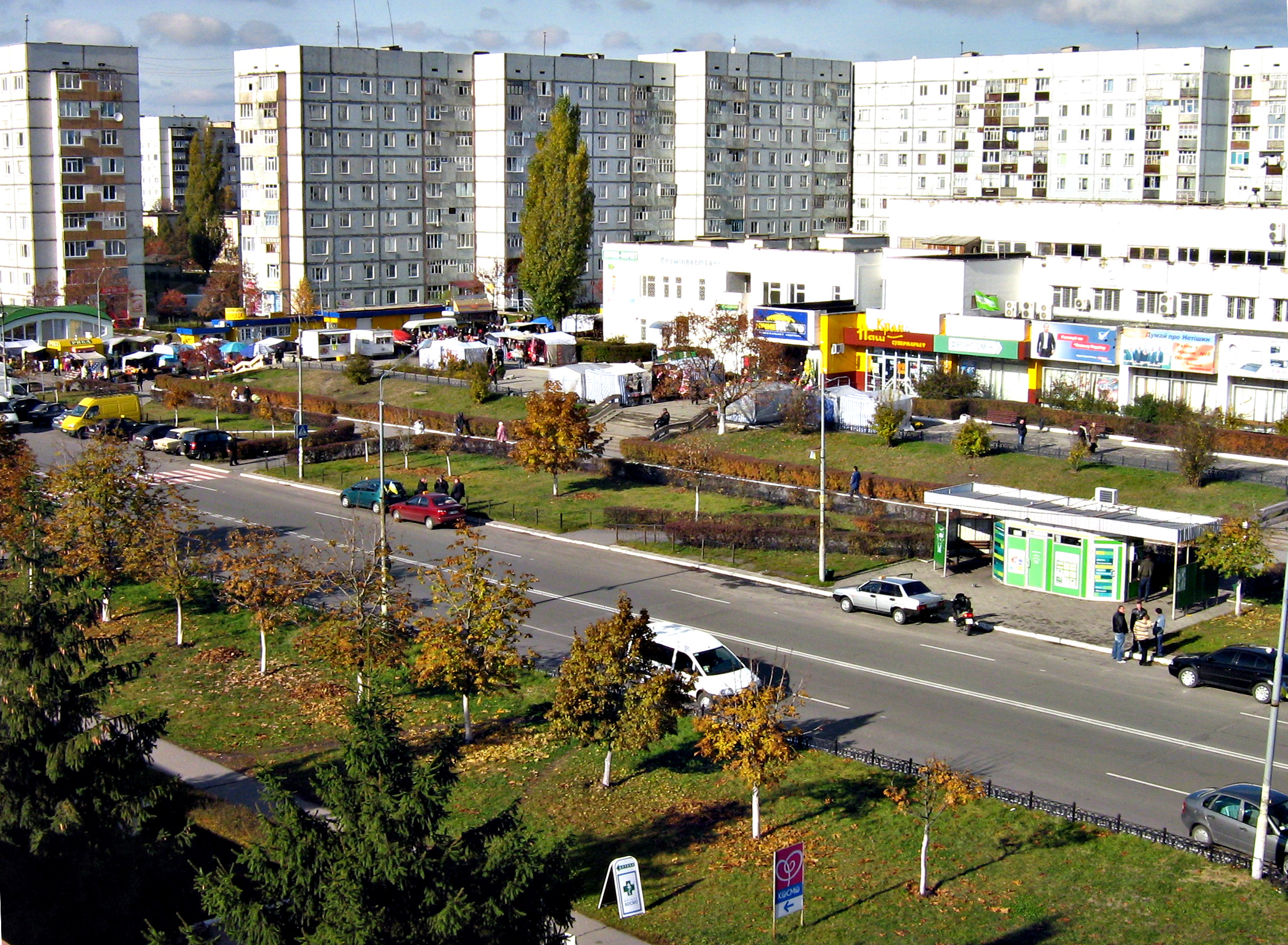
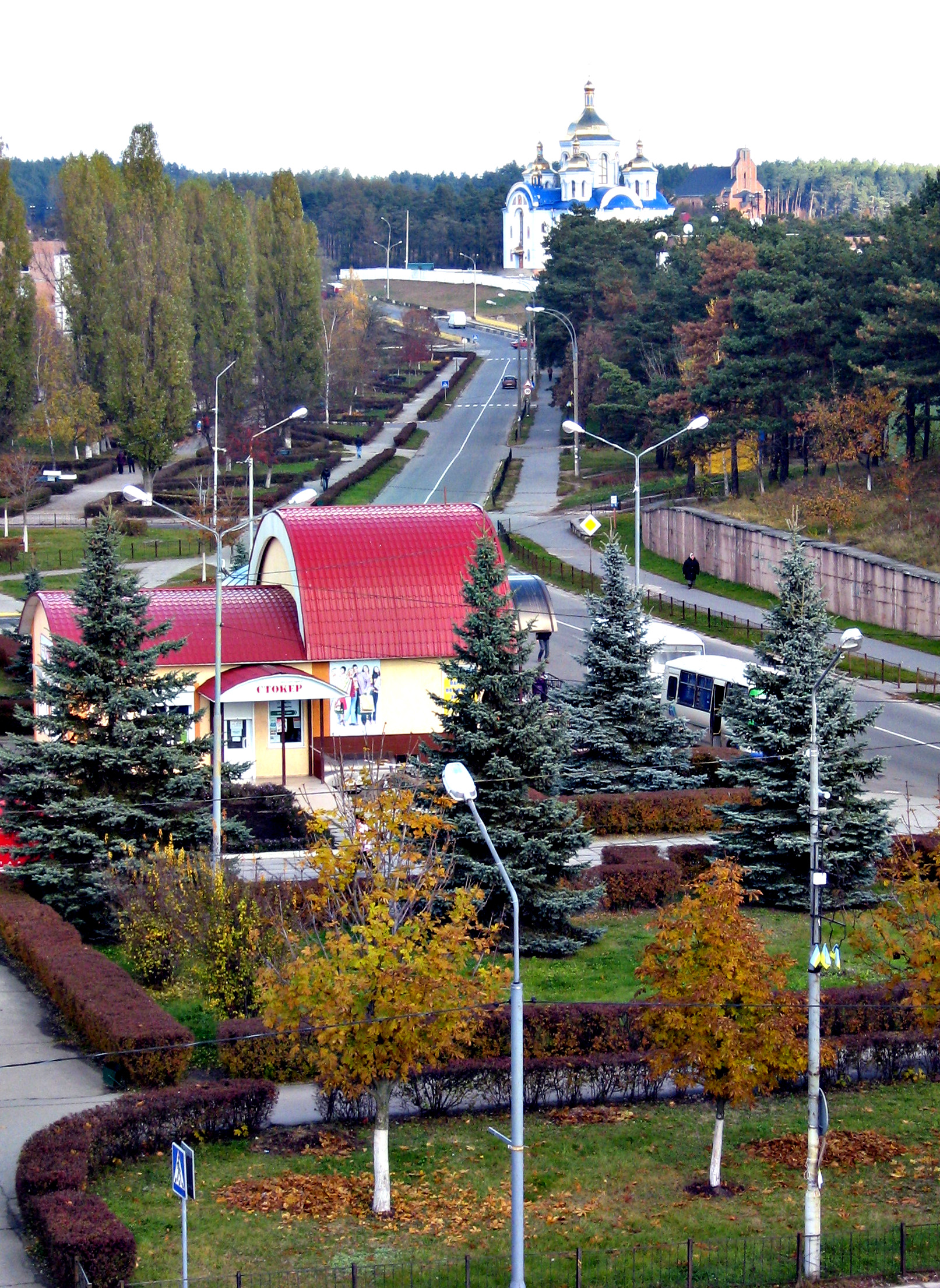
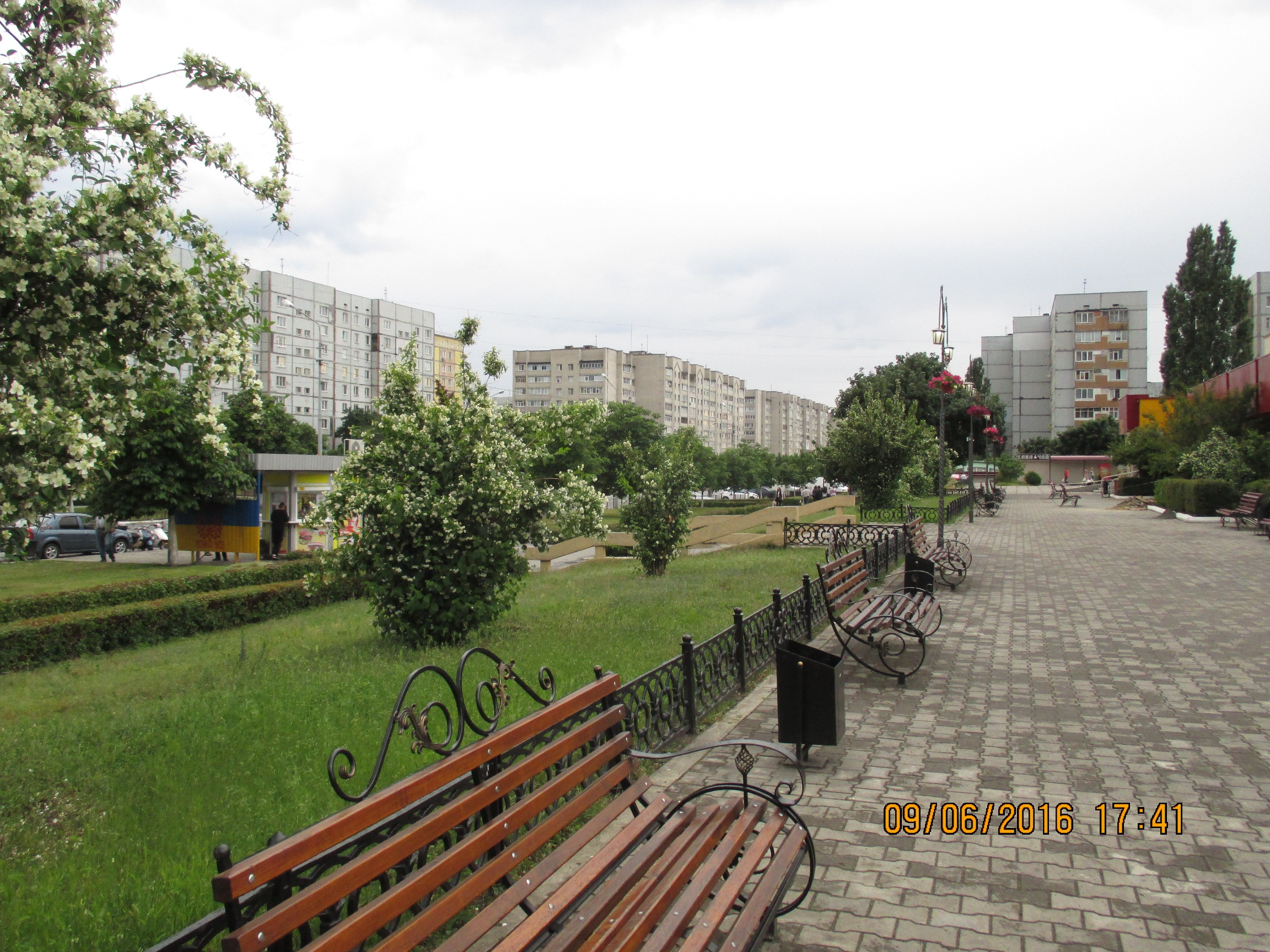
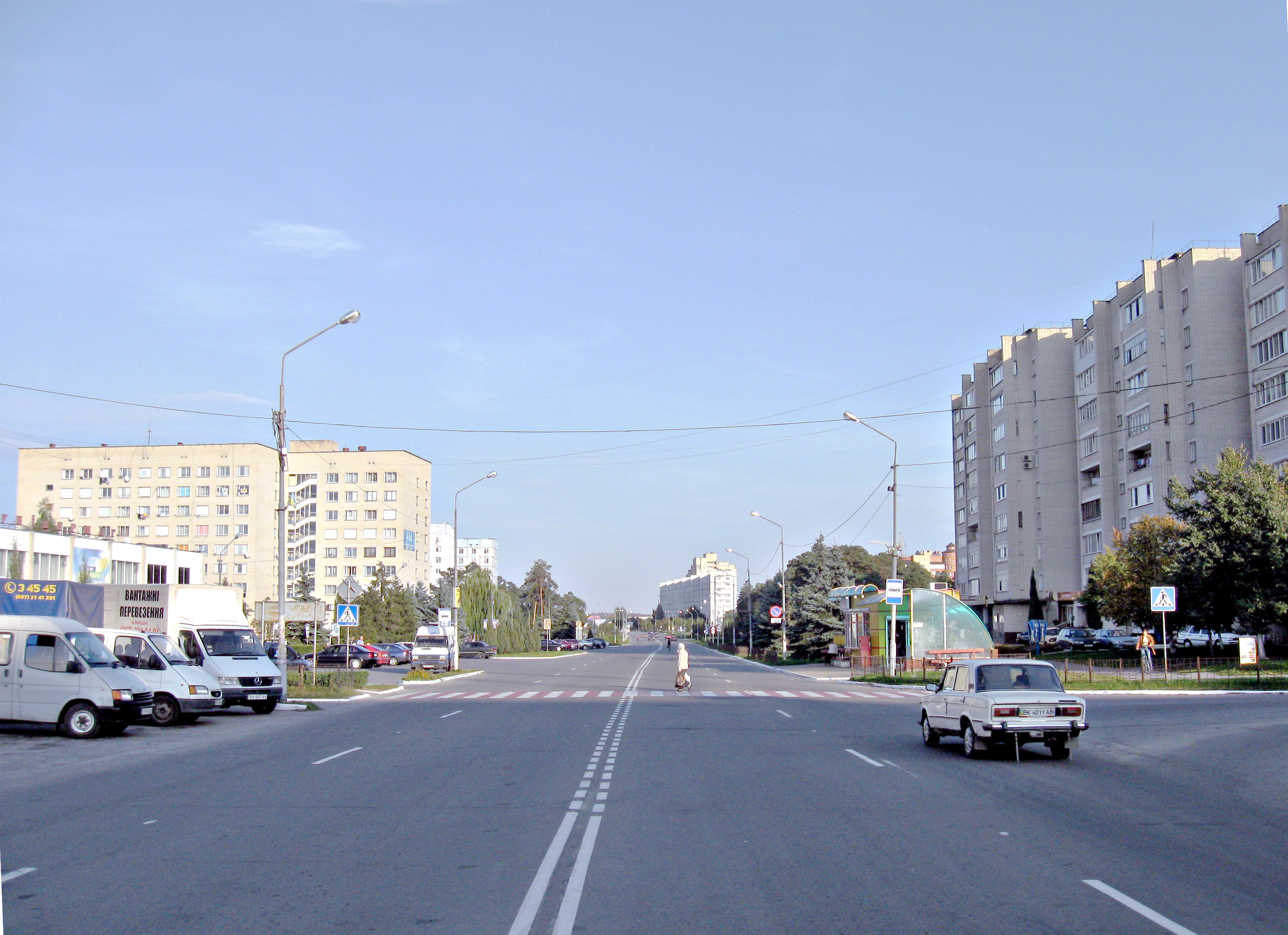
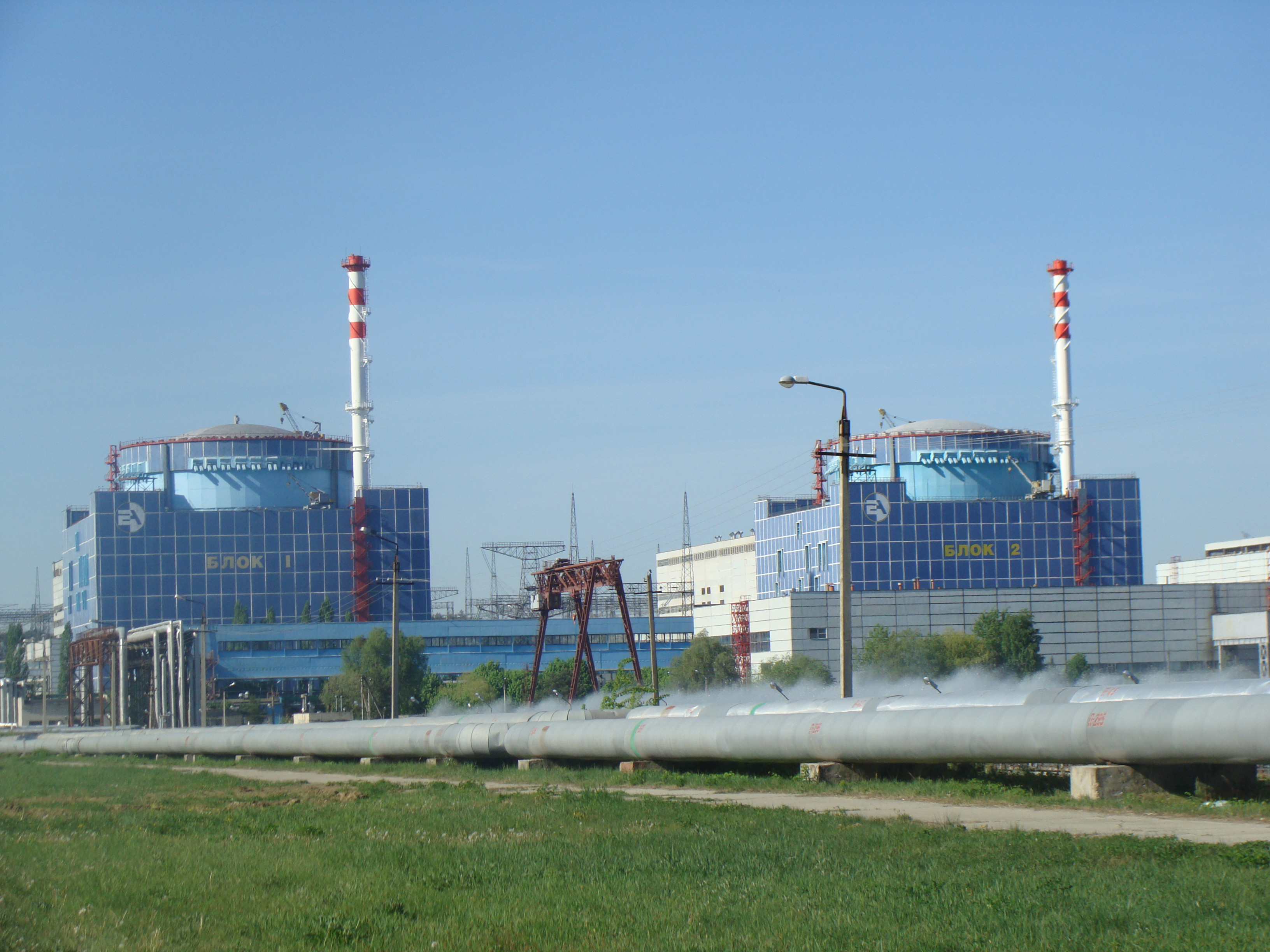
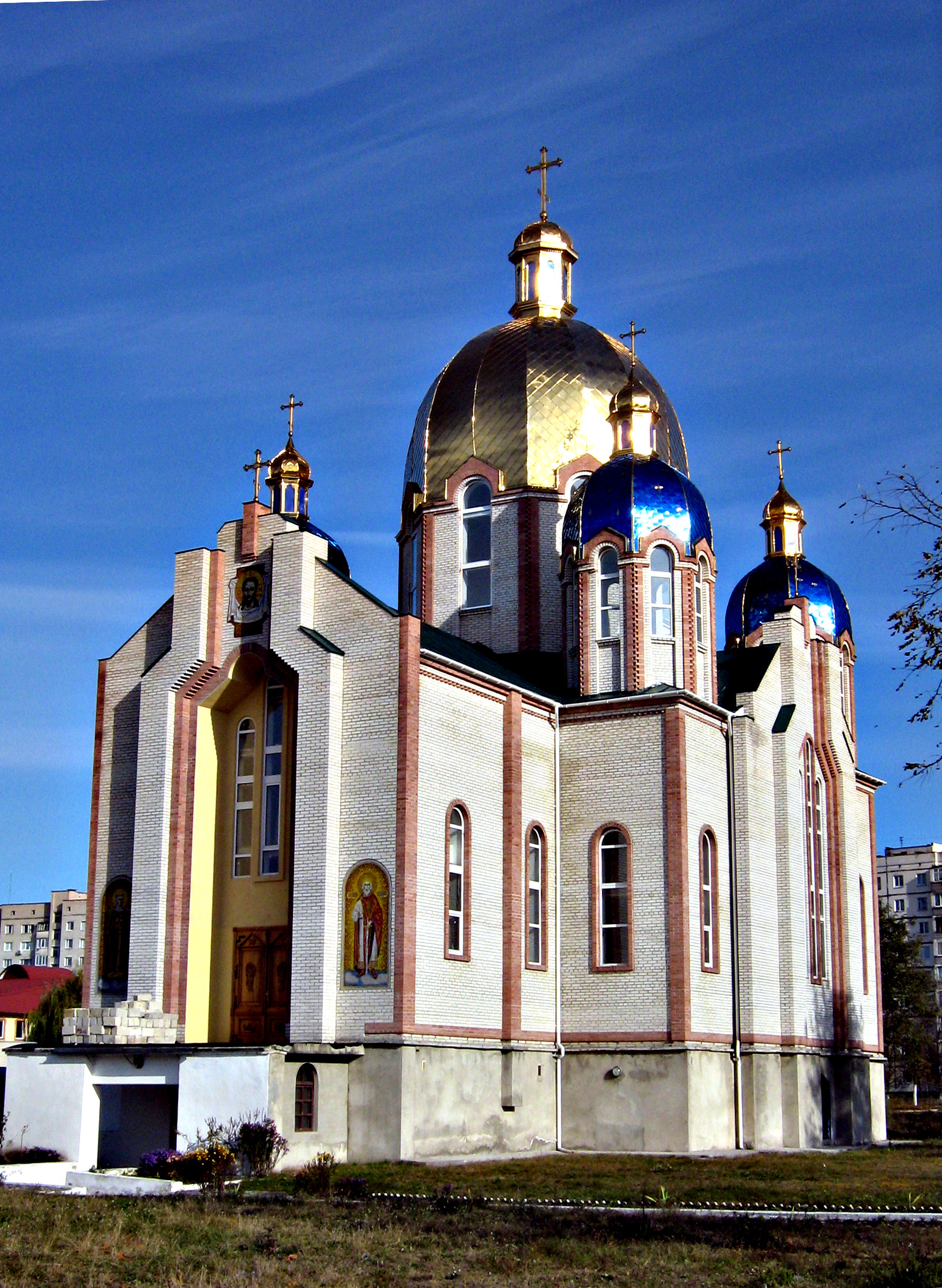
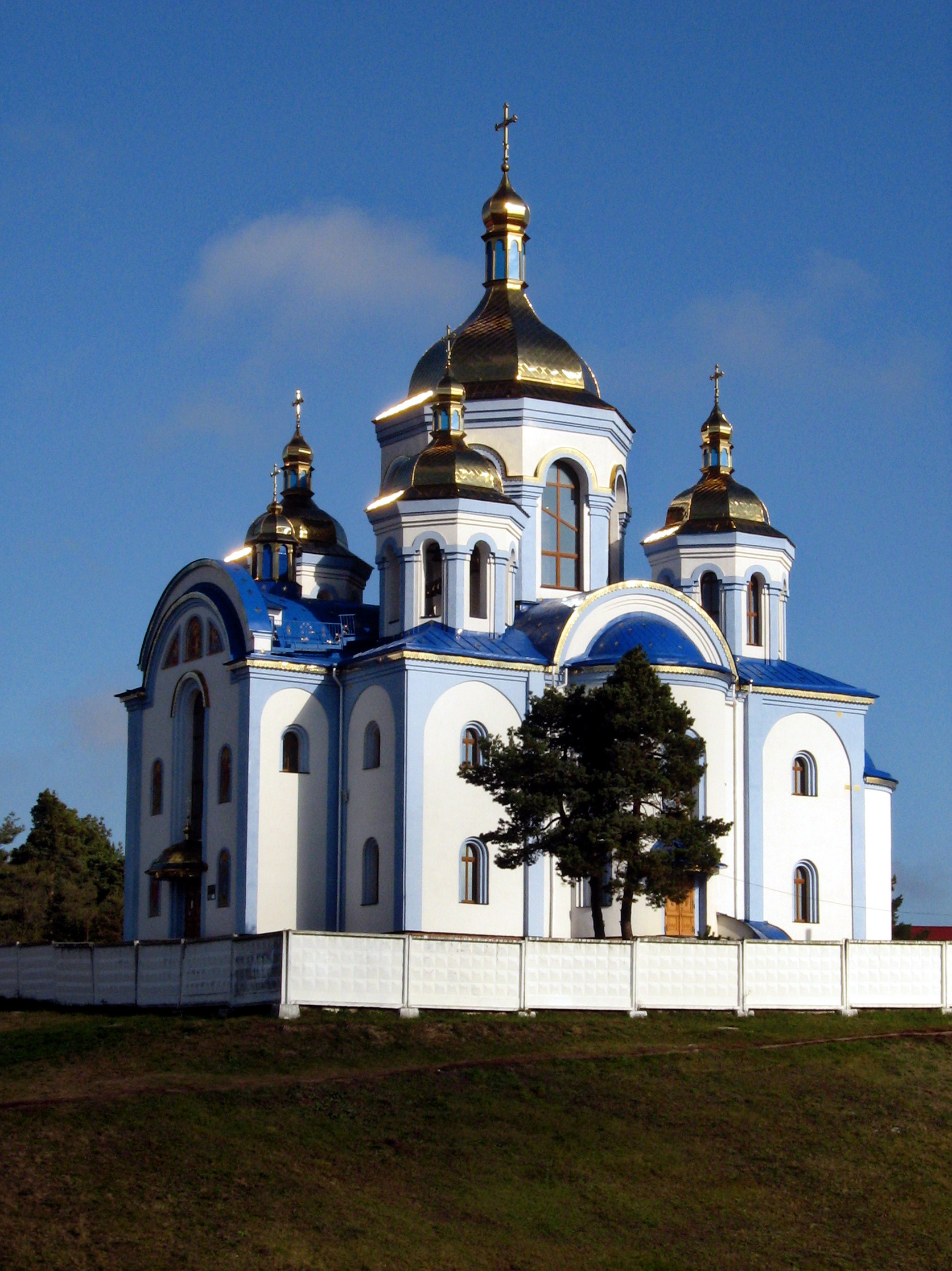
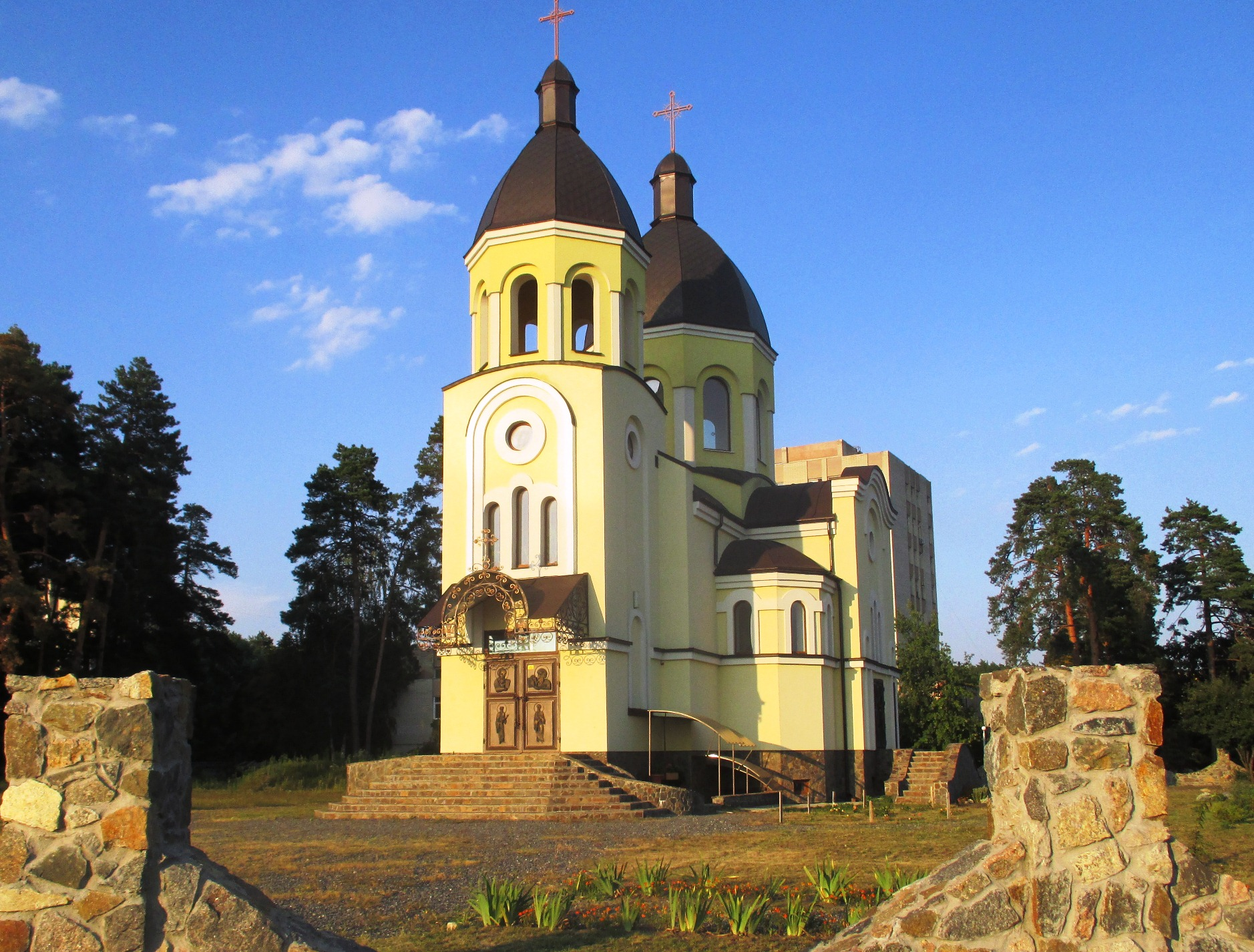
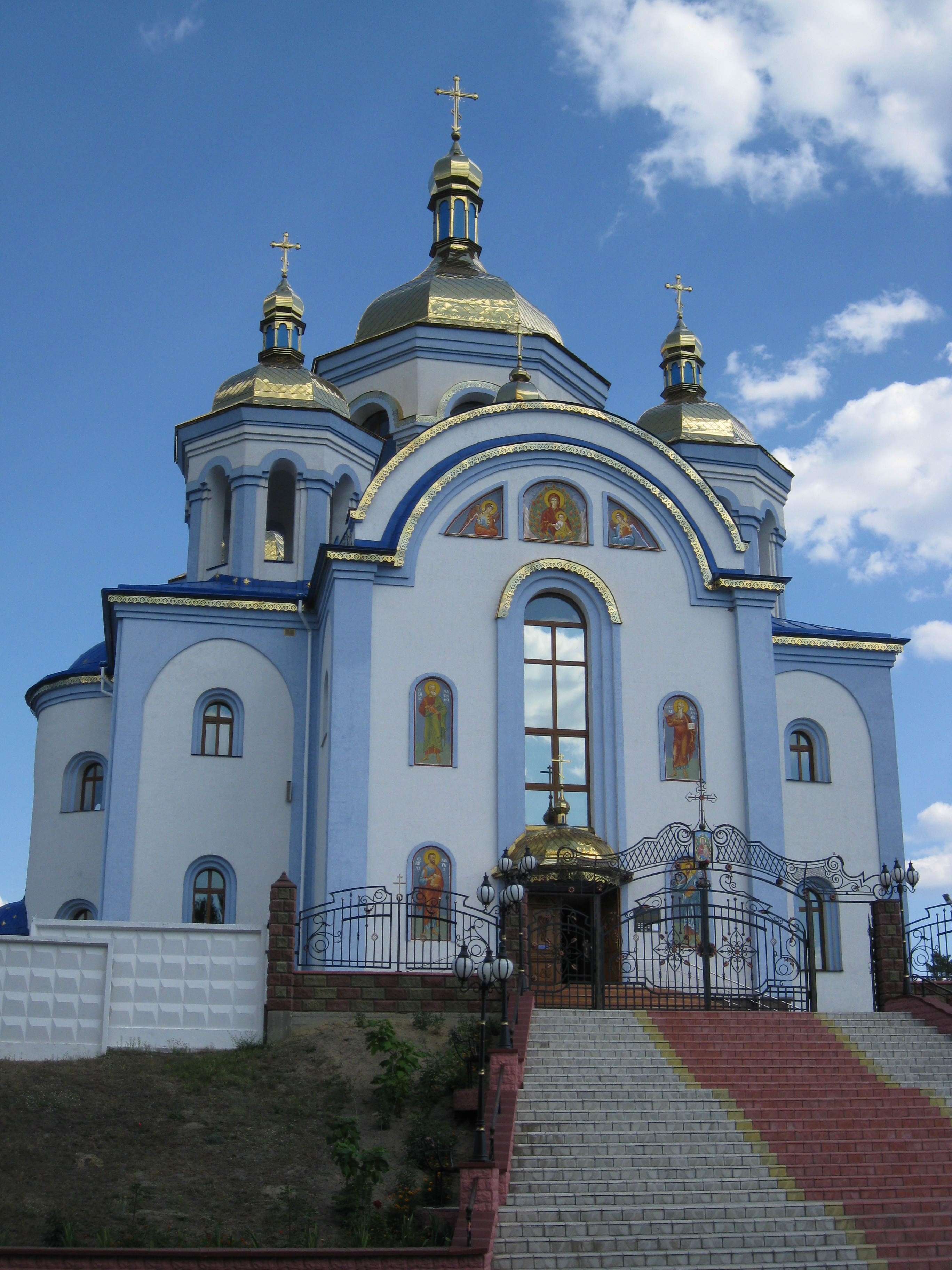
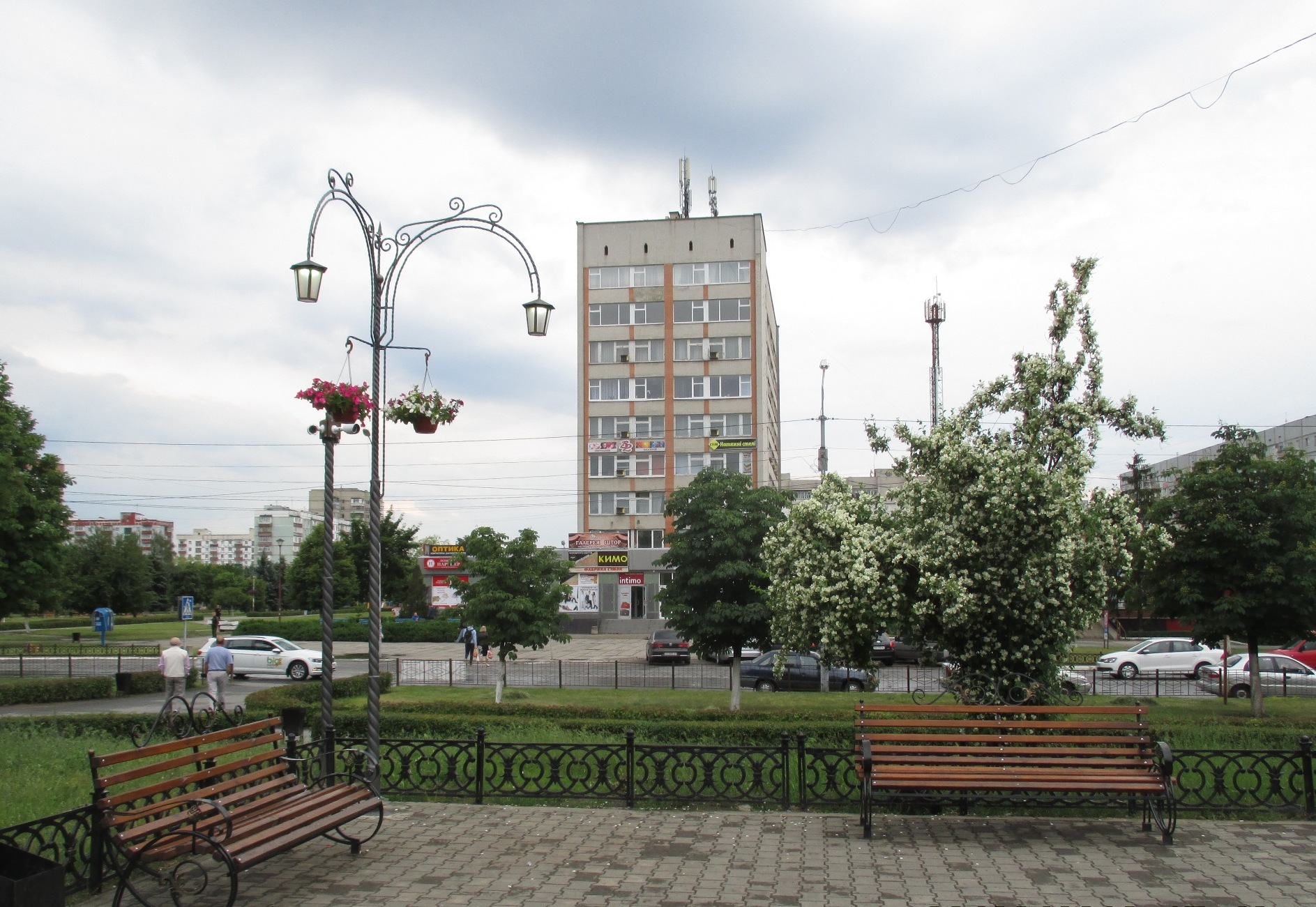
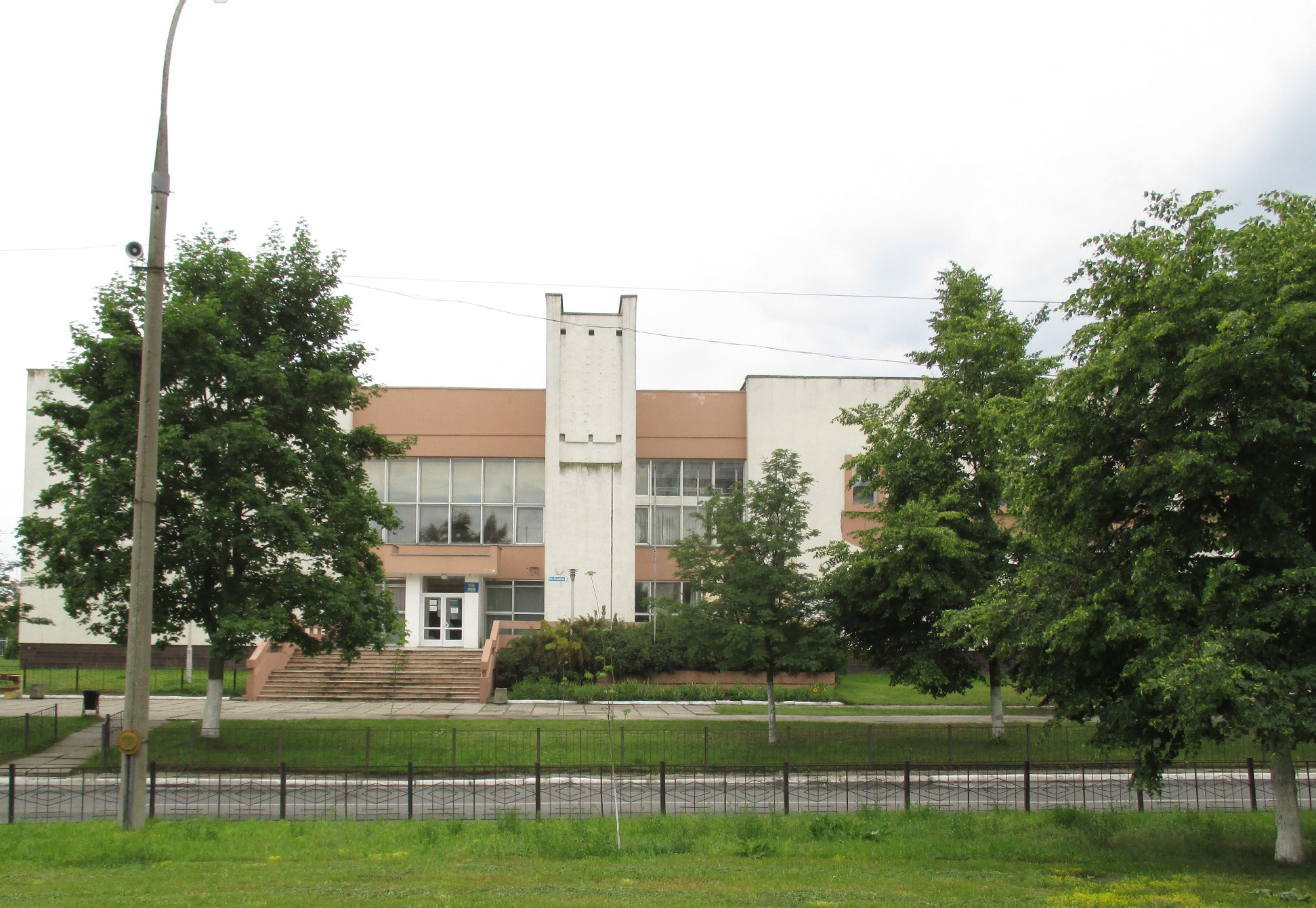
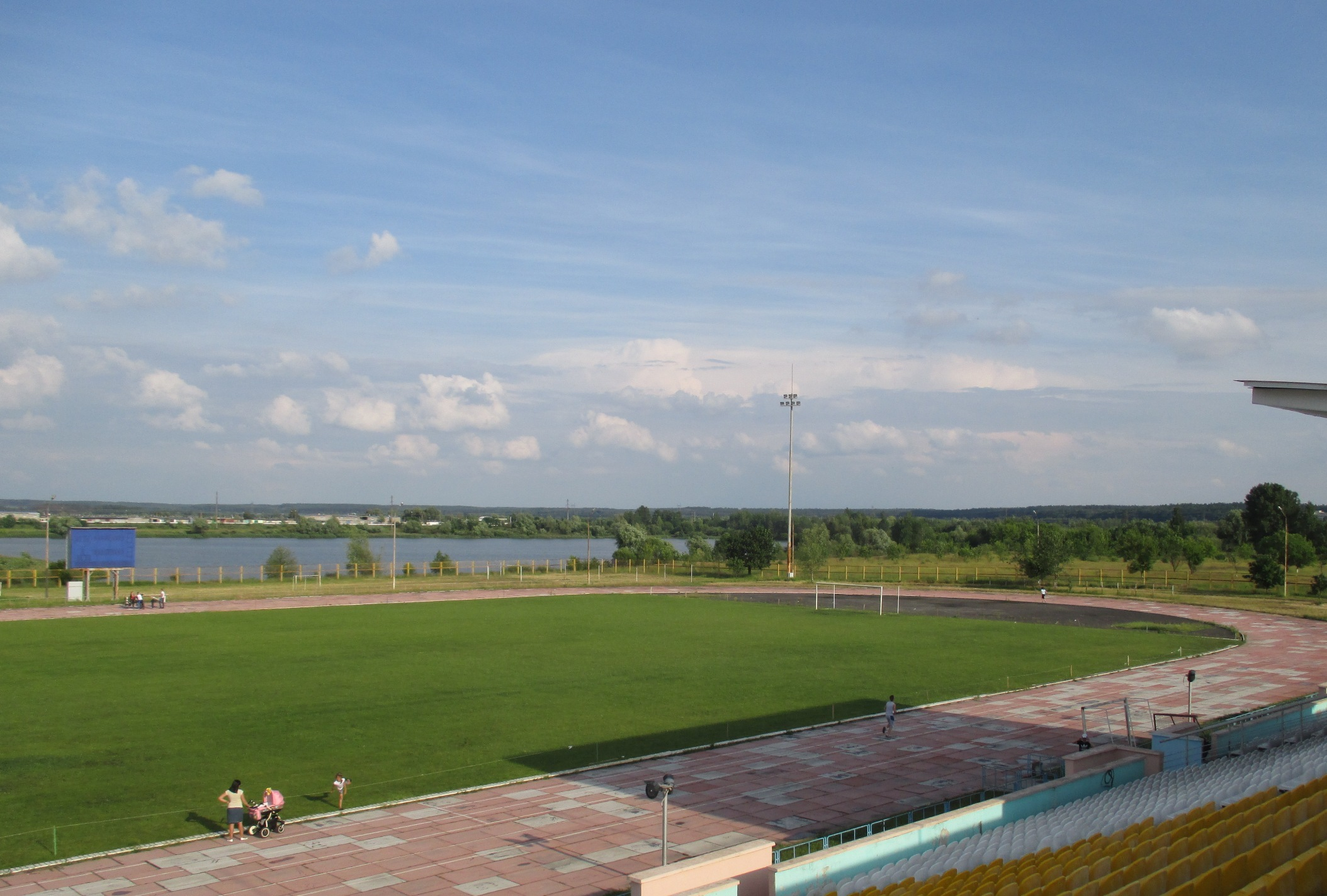
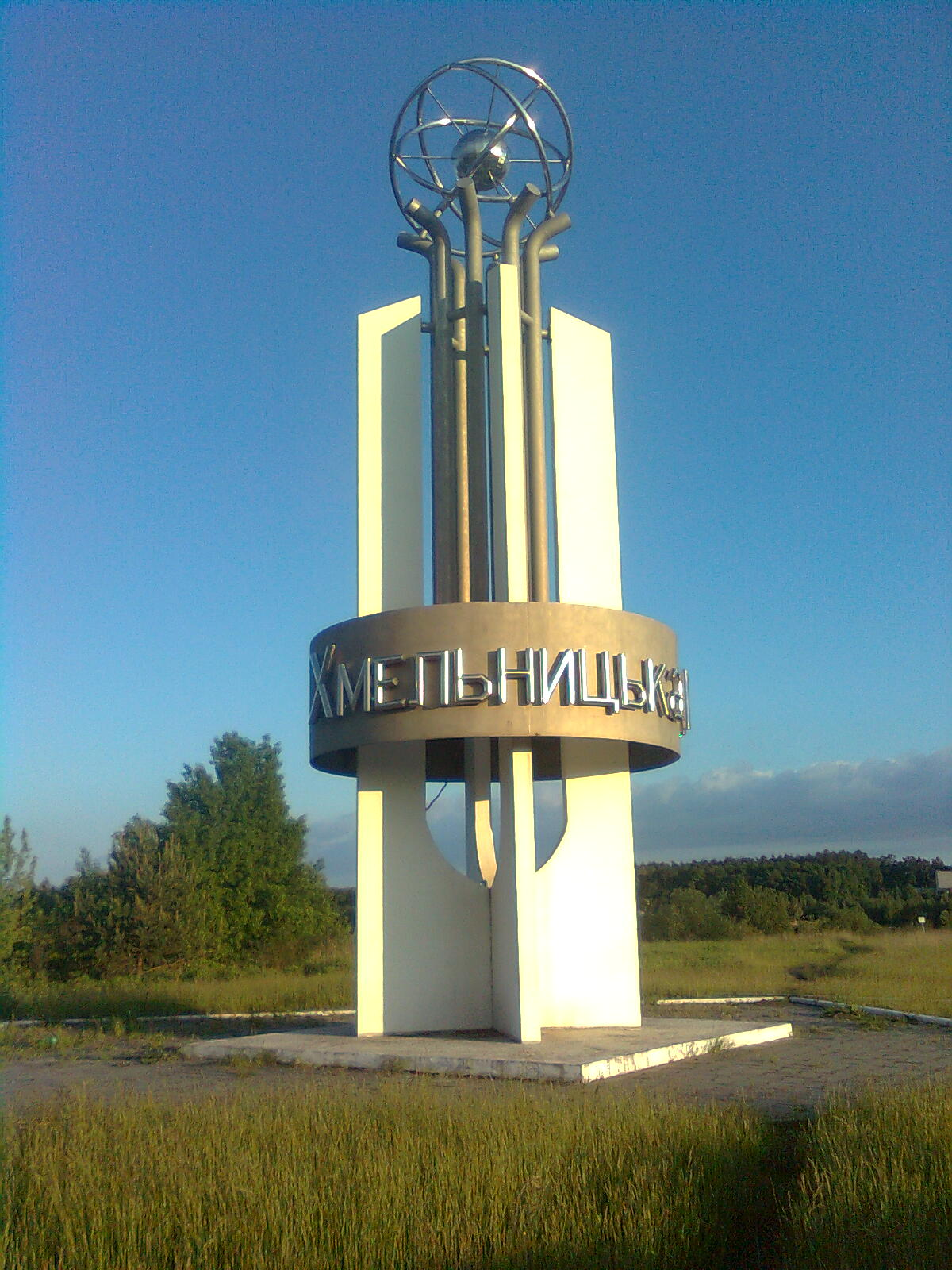